# Liste der RTL-Living-Sendungen
Die Liste der RTL-Living-Sendungen enthält alle Sendungen des Senders RTL Living.

## Programm

### Aktuelle Sendungen
- Ab ins Beet! Die Garten-Soap
- Alan Titchmarsh: Liebe deinen Garten!
- Alan Titchmarsh: Gartengeheimnisse
- Auf den Spuren meiner Ahnen
- Auf und davon – Mein Auslandstagebuch
- Bachelor in Paradise
- Cook clever mit Jamie
- Das perfekte Dinner
- Departures - Abenteuer Weltreise
- Eco Trip - Der Preis der Verschwendung
- Einfach Italienisch!
- Einfach Sally
- Ein Engländer in China
- Die Erde von oben
- Fish Fight
- Gesunde Gartenküche - Lust auf Genuss
- Glamour Puds: Naschen wie die Stars
- The Good Cook - Kochen aus Leidenschaft
- Gordon Ramsays kulinarischer Roadtrip
- Grand Designs: Der Weg zum Traumhaus
- Gypsy Weddings - Kitsch, Pomp und Liebe
- Heilpflanzen - Wellness aus dem eigenen Garten
- Hensslers schnelle Nummer
- Hestons Festmahle
- House & Home - Die schönsten Wohntrends
- Jamie Oliver’s Food Revolution
- Jamie unterwegs - Geniale Rezepte gegen Fernweh
- Jamies 15 Minuten Küche
- Jimmys Forest - Leben im Wald
- Kochen wie Heston Blumenthal
- Die köstliche Welt des Käses
- Lorraine Pascale: Kochen leicht gemacht!
- Mein Garten
- Mien Traumhaus am Meer
- Mexikanisch kochen leicht gemacht
- Michel Roux: Der Restaurant-Trainer
- Michel Roux - Auf den Spuren verborgener Restaurants
- Neue Gartenkunst
- Nigellissima
- Nigellas Festessen
- Nigellas Leckerbissen
- Nimm Drei: Hughs geniale Rezepte
- Das perfekte Dinner
- Primal Grill - Grillen für Profis
- Rachel Khoo: Paris in meiner Küche
- Schmeckt nicht, gibt’s nicht
- Shopping Queen
- Surfing The Menu
- Thelmas Gypsy Girls - Kleider, Chaos und Karriere
- Two Greedy Italians
- Ungeschminkt
- Unser Traum vom Haus
- Unsere erste gemeinsame Wohnung
- Verführerisch: Kochen mit Sophie Dahl
- Voxtours
- Wissenshunger
- Wohnen nach Wunsch
- Yotam Ottolenghis mediterrane Festspeisen
- Zu Gast bei Jamie Oliver
- Zu Gast im Ikarus

### Ehemalige Sendungen
- Alan Titchmarsh - Love your Home & Garden

- Amazing Spaces – Große Ideen für kleine Räume
- Bauer sucht Frau International
- Besser leben
- Das Jenke-Experiment
- Die berühmtesten Hotels der Welt
- Einsatz in 4 Wänden
- Grand Designs – Das neue Wohnviertel
- Hautnah
- Inside the Actors Studio
- Jamie kocht Italien
- Jamie Oliver: Veggies
- Jamies 30-Minuten-Menüs genial geplant
- Kochüberfall
- Mein Baby
- Kochduell
- Marys Küchenzauber
- Meine Hochzeit
- Michael Palin: Hemingways Reisen
- Michael Palin: In 80 Tagen um die Welt
- Ran an den Rasen - Das Gartenduell
- Ray Mears Survival Guide
- Ready to beef!
- Salonfähig – Wer macht schöner?
- Sara le Fountain: Moderne skandinavische Küche
- Unser neues Zuhause Spezial
- Wolkenlos – Das Urlaubsmagazin